# Alberto Cortez (Sänger, 1940)

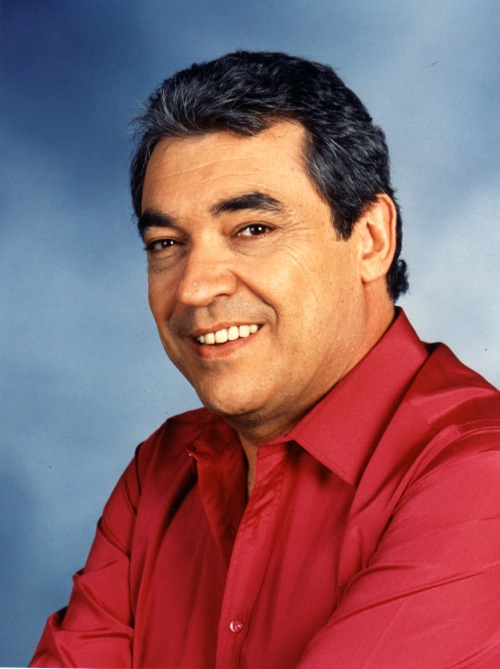
Alberto Cortez

Alberto Cortez (José Alberto García Gallo; * 11. März 1940 in Rancul, La Pampa, Argentinien; † 4. April 2019 in Madrid) war ein argentinischer Singer-Songwriter.

## Leben und Wirken
Cortez besuchte ab dem sechsten Lebensjahr das Konservatorium seiner Heimatstadt und studierte später am Conservatorio Chopin in San Raphael bei Robert Whermouth. Er war dort 1957 Sänger des von Ricardo Ortíz und Luis Pasquier geleiteten Orquesta Arizona und gründete eine eigene Folkloregruppe. 1958 begann er in Buenos Aires ein Jurastudium, das er jedoch zu Gunsten einer musikalischen Laufbahn bald abbrach.
Er wurde Sänger des Orquesta San Francisco und unternahm mit diesem eine Europatournee. 1960 entstanden seine ersten Plattenaufnahmen, zwischen 1962 und 1967 veröffentlichte er jährlich vier Alben mit Titeln wie dem berühmten Sucu Sucu, Las palmeras, Dile, Renata, Me lo dijo Pérez, Balada del amanecer und Mini minifalda.
1967 präsentierte er sich bei einem Konzert im Teatro de la Zarzuela in Madrid als Cantautor nach dem Vorbild seiner Landsleute Eduardo Falú und Atahualpa Yupanqui. Das erste Album dieser neuen Etappe war El compositor, el cantante (1969); es folgten Distancia, No soy de aquí, Equipaje und weitere. Cortez adaptierte Facundo Cabrals Pobrecito mi patrón, sang Duos mit Patxi Andión und sang Violeta Parras Gracias a la Vida. Seine Komposition von Antonio Machado Las moscas wurde in der Interpretation von Joan Manuel Serrat in Spanien bekannt. Für das Album Soy un charlatán de feria (1976) vertonte er erstmals Gedichte von Jorge Luis Borges.
Eine Zusammenstellung seiner erfolgreichsten Songs veröffentlichte er 1977 auf dem Album En vivo desde Madrid. Für das Tango-Album Gardel... como yo te siento (1984) arbeitete er mit Astor Piazzolla zusammen, auf dem Album Coincidencias (1990) sang er Duos mit Joan Manuel Serrat, Mercedes Sosa, Paco de Lucía, Facundo Cabral, Susana Rinaldi und anderen. 1992 nahm er in Los Angeles das Album Aromas unter Leitung von Bebu Silvetti auf.
Auf Tourneen durch Lateinamerika und die USA trat Cortez u. a. im Teatro Colón und der Carnegie Hall auf. Am Teatro Reina Victoria debütierte er 1995 mit Lo Cortez no quita lo Cabral, das 75 Aufführungen hatte. 1998 nahm er in Madrid siebzig seiner Lieder mit dem Pianisten Ricardo Miralles auf. 2003 entstand unter der musikalischen Leitung  von Tino Geiser das Album Después del amor. Mit dem Houston Symphony Orchestra nahm er 2004 Alberto Cortez Sinfónico auf.